# Boma (distrikt i Kongostaten)

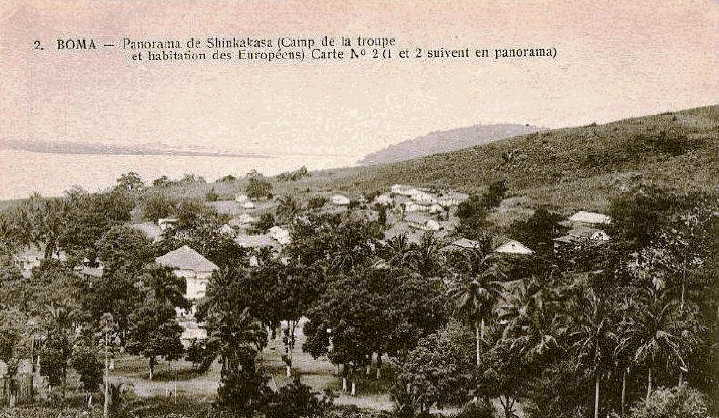
Vy över huvudorten Boma, omkring 1900

Boma var ett distrikt i Kongostaten.
I huvudorten Boma, som var Kongostatens huvudstad, fanns underrätt, appellationsdomstol, militärdomstol, post- och telegrafkontor, folkbokföringskontor, notariat, läkarstation, vaccineringsinstitut, underofficersskola, skolkoloni, katolsk och protestantisk mission, faktorier.

## Andra orter i distriktet
- Mateba, huvudstation för Compagnie des Produits du Congo.
- Shinkakasa, fästning.
- Zambi, träningsläger
- Loango, faktorier.
- Lengi, jordbruksanläggning
- Boma Lendi, jordbruksanläggning.
- Tshoa, tullkontor med mera.